# المحاسب 2
المحاسب (بالإنجليزية: The Accountant 2)‏ هو فيلم أكشن من إخراج غافين أوكونور وتأليف بيل دوبيوك، وبطولة بن أفليك وجون بيرنثال وسينثيا أداي روبنسون وجي كي سيمونز ودانييلا بينيدا.
عُرض الفيلم لأول مرة في مهرجان ساوث باي ساوث ويست في 8 مارس 2025، وسيتم إصداره في دور العرض في 25 أبريل 2025، في الولايات المتحدة بواسطة أمازون إم جي إم ستوديوز من خلال مترو غولدوين ماير ودوليًا بواسطة وارنر برذرز بيكتشرز. وهناك فيلم ثالث قيد التطوير منه.

## نبذة
عندما يُقتل شخصٌ قريبٌ منها على يدِ قتلةٍ مجهولين، تُضطر وكيلةُ الخزانةِ ماريبيث ميدينا إلى الاتصالِ بكريستيان وولف لحلِّ جريمةِ القتل. وبمساعدةِ شقيقه براكس المنفصل عنه وذي المهارات العالية، يُوظِّفُ كريستيان ذكاءَه وأساليبَه غيرَ القانونيةِ لحلِّ اللغزِ المُستعصي. ومع اقترابِهم من الحقيقة، يُلفتُ الثلاثي انتباهَ بعضٍ من أشرسِ القتلةِ الأحياءِ - جميعُهم مُصمِّمونَ على وضعِ حدٍّ لبحثِهم.

## روابط خارجية
- المحاسب 2  في قاعدة بيانات الأفلام على الإنترنت (بالإنجليزية)